# 行唐县抗日烈士纪念塔
行唐县抗日烈士纪念塔，位于中国河北省石家庄市上南庄村，为石家庄市行唐县的一个省级文物保护单位，类型为近现代文物，公布时间为2001年2月7日。
行唐县抗日烈士纪念塔的历史年代为1939年。